# Cognitive Surplus: Creativity and Generosity in a Connected Age
Cognitive Surplus: How Technology Makes Consumers into Collaborators és un llibre de no ficció, de 2010, del professor Clay Shirky, publicat originalment amb el subtítol Creativity and Generosity in a Connected Age. El llibre és una seqüela indirecta de Here Comes Everybody, del mateix Shirky, que cobria l'impacte de les xarxes socials. Cognitive Surplus se centra a descriure el temps lliure que tenen les persones per participar en activitats col·laboratives dins dels nous mitjans. El text de Shirky busca demostrar que la transformació global pot provenir d'individus que dediquen el seu temps a un compromís actiu amb la tecnologia. Alguns crítics han elogiat les idees de Shirky, mentre d'altres denuncien algunes de les deficiències de la seva teoria.